# Liste der Monuments historiques in Guéblange-lès-Dieuze
Die Liste der Monuments historiques in Guéblange-lès-Dieuze führt die Monuments historiques in der französischen Gemeinde Guéblange-lès-Dieuze auf.

## Liste der Objekte
| Bezeichnung       | Beschreibung | Standort                        | Kennzeichnung | Schutzstatus | Datum | Bild |
| ----------------- | --- | ------------------------------- | ------------- | ------------ | ----- | ---- |
| Zwei Seitenaltäre | Holz, farbig gefasst und vergoldet, 18. Jahrhundert                                                                                         | in der Kirche St-Georges (Lage) | PM57001008    | Inscrit      | 1979  |      |
| Kruzifix          | Holz, 18. Jahrhundert | in der Kirche St-Georges (Lage) | PM57001010    | Inscrit      | 1979  |      |
| Hauptaltar        | Altartisch mit Altaraufbau, Tabernakel, Altarkreuz und sechs Leuchtern; Holz, farbig gefasst und vergoldet, Kupfer, 18. und 19. Jahrhundert | in der Kirche St-Georges (Lage) | PM57000086    | Classé       | 1980  |      |
| Kanzel            | Holz, 18. Jahrhundert | in der Kirche St-Georges (Lage) | PM57001009    | Inscrit      | 1979  |      |